# Răzjena
Răzjena (bulgariska: Ръжена) är ett distrikt i Bulgarien.   Det ligger i kommunen Obsjtina Kazanlăk och regionen Stara Zagora, i den centrala delen av landet, 180 km öster om huvudstaden Sofia.